# Muthana Khalid
Muthana Khalid (en árabe: مثنى خالد المسلوخي‎; Irak; 14 de junio de 1989) es un futbolista de Irak que juega en la posición de centrocampista con el Al-Najaf de la Liga Premier de Irak.

## Carrera

### Club
| Periodo   | Club              |
| --------- | ----------------- |
| 2007      | Al-Naft           |
| 2007-2013 | Al-Quwa Al-Jawiya |
| 2013–2014 | Erbil SC          |
| 2014-2015 | Al-Shorta SC      |
| 2015-2016 | Baghdad FC        |
| 2016-2017 | Al-Talaba SC      |
| 2017-     | Al-Najaf FC       |

### Selección nacional
Jugó para Irak en 37 ocasiones de 2009 a 2013, ganó la Copa Mundial Militar de 2013 y participó en la Copa Asiática 2011.

## Logros
- Copa Mundial Militar (1): 2013